# Рокка-Кантерано
Рокка-Кантерано (итал. Rocca Canterano) — коммуна в Италии, располагается в регионе Лацио, в провинции Рим.
Население составляет 218 человек (2008 г.), плотность населения составляет 14 чел./км². Занимает площадь 16 км². Почтовый индекс — 20. Телефонный код — 0774.
Покровителем коммуны почитается святой Михаил, празднование 8 мая.

## Демография
Динамика населения:

## Администрация коммуны
- Официальный сайт: